# Charles Richard Crane

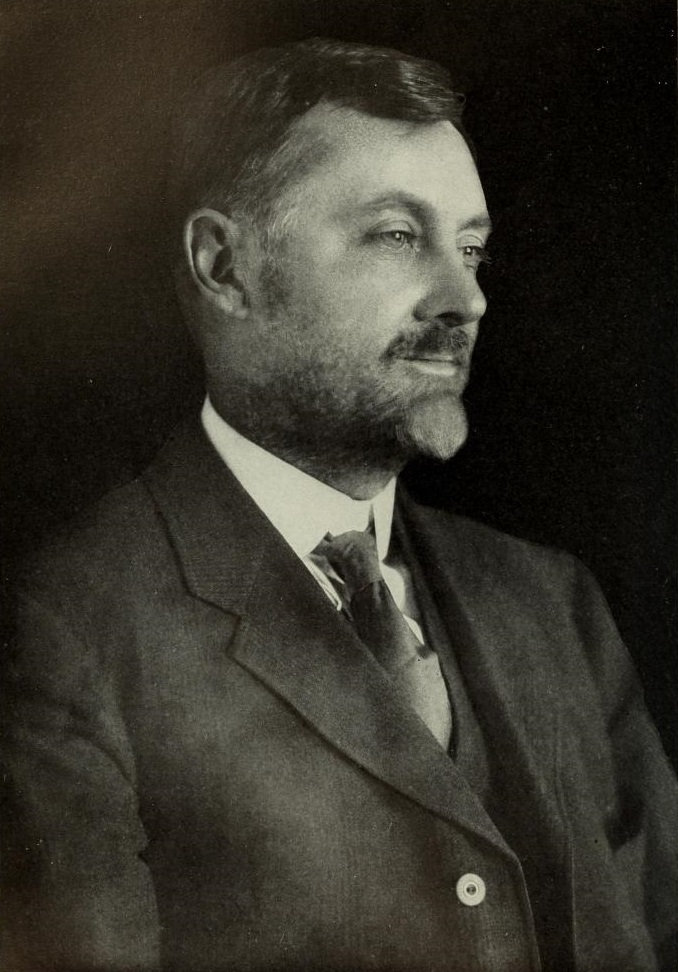
Charles Richard Crane.

Charles Richard Crane, född 1858, död 1939, var en amerikansk affärsman, vars förmögenhet grundades på ett arv. Han grundade New York-baserade Institute of Current World Affairs och var med och finansierade de första oljeprospekteringarna i Saudiarabien och Jemen 1931. Han var också medlem i den berömda Jekyll Island Club (även känd som The Millionaires Club) på Jekyll Island, Georgia.